# 達府
達府（皇家轉寫：Changwat Tak，泰語發音：[t͡ɕāŋ.wàt tàːk]）是泰國北方之一府 。鄰近府城由北順時針依序為：夜豐頌府、清邁府、南奔府、南邦府、素可泰府、北碧府、那空沙旺府、乌泰他尼府和甘烹碧府。府城西邊緊連緬甸的克伦邦。華人稱之為來興府。

## 地理
普密蓬大坝攔截了宾河，宾河是昭披耶河兩道源流之一。泰國最大人造湖坐落於此，佔地300平方公里，Taksin Maharat和Lan Sang國家公園也在此處。通艾納來宣野生動物保護區佔勘北碧府一半面積，Huai Kha Khaeng野生動物保護區與乌泰他尼府交界，是世界遗产之一。

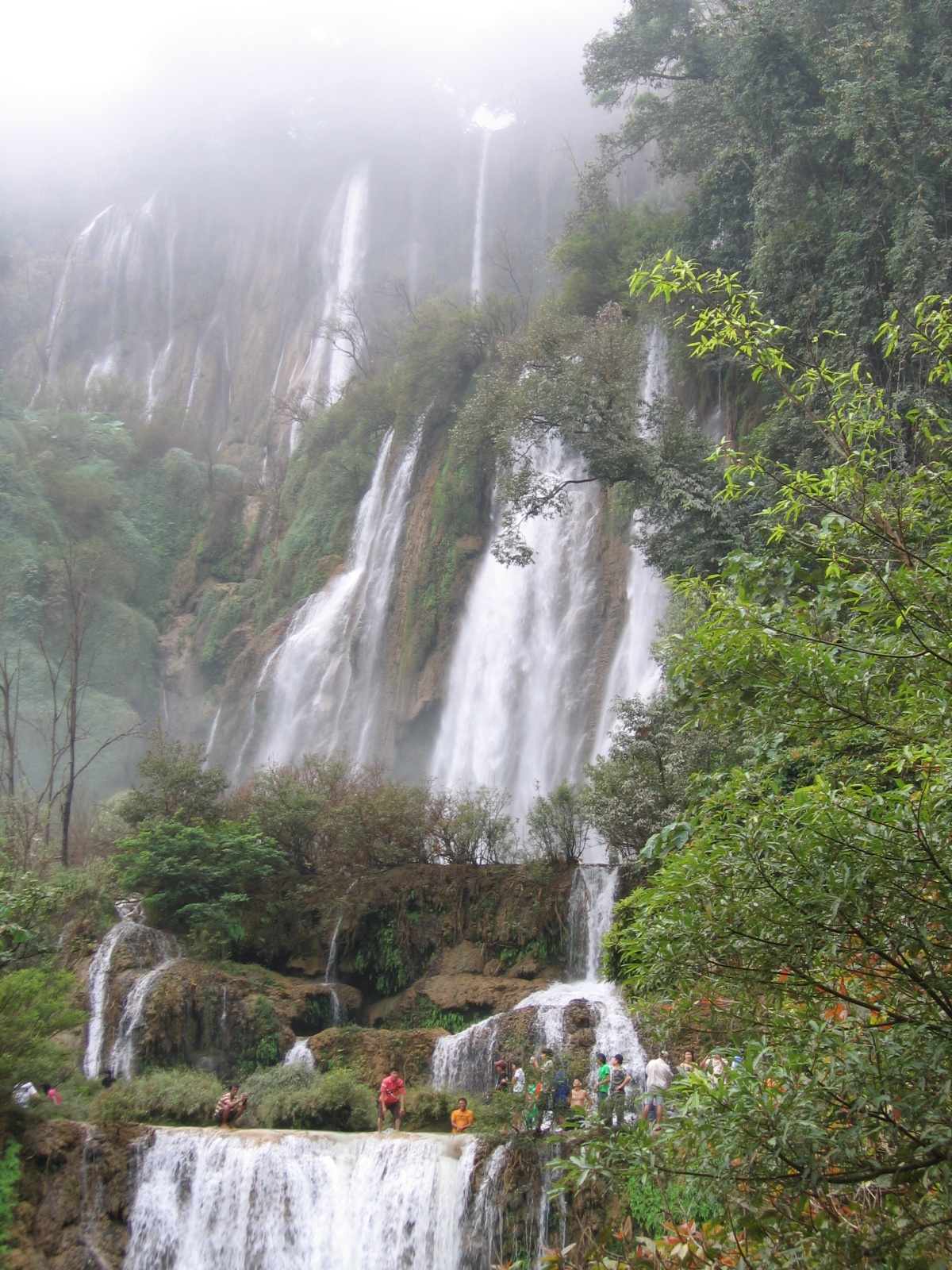
達府的旅游聖地Thi Lo Su瀑布

## 歷史
達府在2000年以前曾建立王國，甚至早於素可泰王朝。該王國約在公元1世紀達到顶峰，5世紀往南遷都至拉帕国（Lavo，現今為华富里府）。西元663年左右拉帕国王之女瞻玛公主娘娘（Cham Thewi Queen，泰文：พระนางจามเทวี）建立曼搭城。兰甘亨大帝將之攻下，納入素可泰王朝，成為西方前哨要塞。大城王朝時期，Maha Thammaracha王在對緬甸的戰役落敗，失去Ban Tak城。因此該城西移，並更名為来兴。直至扎克里王朝，才再度移回平河東。
大城王朝因被緬甸擊敗而衰落之前，郑昭（本名鄭信），即后来的达信大帝是来兴府的副府尹，并以自己的名字将该府命名为“达府”。

## 經濟
農業是來興主要經濟活動，生產米、玉米、蔬菜、水果、乳牛、吳郭魚等。工業方面包括鐵礦、花崗岩、珠寶。另外手工藝和緬甸特產也是重要貿易產品。觀光業方面，來興北部的普密蓬水壩是最著名的景點。生態旅遊也相當盛行，南部景緻四季變換，如Thi Lo Su瀑布、Thi Lo Le瀑布、可以在變換多端的森林裡徒步和泛舟。來興另一項出名活動是水灯节，在Mueang Tak直轄縣的平河舉行。當晚水燈會排列成長長的Krathong Sai （กระทงสาย）飄浮在水面上。

## 交通

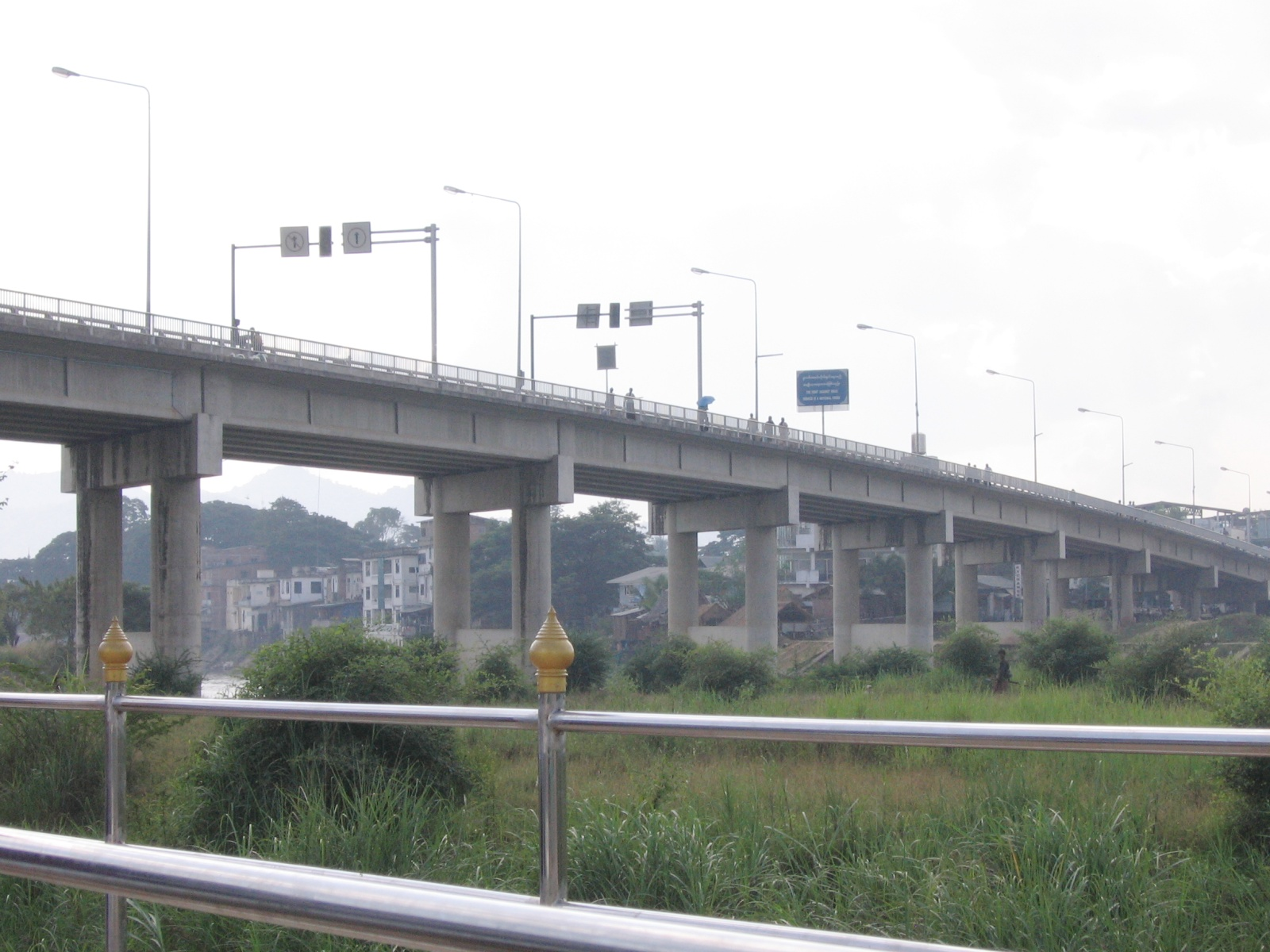
橫跨莫艾河連接泰國和緬甸的友誼大橋

達府是北部主要運輸交通中心，有3條泛亞公路通過此地。AH1在美索穿越緬泰邊境；AH2由北到南貫穿來興府。AH16的終點站就在這裡。來興距離曼谷426公里，普吉航空每天都有航班往來曼谷和美索之間，但目前已終止服務。飛行時間約1個半小時。

## 人口資料
約有四分之一人口為泰國長頸族分支，長頸族包括：瑶族、克伦族、阿卡族（泰語：Egaw）、拉祜族（泰語：Musay）、苗族（又称赫蒙族，泰語：Meo）和傈僳族（泰語：Lisaw）。來興為數最多的長頸族是克伦族。

## 象征
|  | 達府府徽是纳黎萱大帝乘坐皇家大象的圖騰。因為神鳥迦楼罗在泰國是週的符號，所以有時候大象下面也會畫上迦楼罗。圖中奈瑞森王往地面傾倒聖水，這個動作象徵獨立之意。其緣由為1584年和緬甸的戰爭中，來興是第一個宣布脫離緬甸控制的地方。府樹是Asian Jatoba（Xylia kerrii），府花是洋紫荆。 |

## 行政區域
達府被分為8个縣（Amphoe）和一個次級縣（King Amphoe）；又再分成63區（Tambon）及再細分成493村（Muban）。
| \| # \| 中文名 \| 泰文名 \| 英文名 \| \| - \| --------------------------------- \| -------- \| ------------- \| \| 1 \| 达府府治县 (来兴府治县) \| เมืองตาก \| Mueang Tak \| \| 2 \| 班达县（英语：Ban Tak District） \| บ้านตาก \| Ban Tak \| \| 3 \| 三敖县（英语：Sam Ngao District） \| สามเงา \| Sam Ngao \| \| 4 \| 湄拉马县（英语：Mae Ramat District） \| แม่ระมาด \| Mae Ramat \| \| 5 \| 他颂央县（英语：Tha Song Yang District） \| ท่าสองยาง \| Tha Song Yang \| \| 6 \| 湄索县 (夜速县) \| แม่สอด \| Mae Sot \| \| 7 \| 朴帕县（英语：Phop Phra District） \| พบพระ \| Phop Phra \| \| 8 \| 翁庞县（英语：Umphang District） \| อุ้มผาง \| Umphang \| \| 9 \| 旺藻县（英语：Wang Chao District） \| วังเจ้า \| Wang Chao \| |                         |          |               |
| # | 中文名                  | 泰文名   | 英文名        |
| 1 | 达府府治县 (来兴府治县) | เมืองตาก  | Mueang Tak    |
| 2 | 班达县                  | บ้านตาก   | Ban Tak       |
| 3 | 三敖县                  | สามเงา   | Sam Ngao      |
| 4 | 湄拉马县                | แม่ระมาด  | Mae Ramat     |
| 5 | 他颂央县                | ท่าสองยาง | Tha Song Yang |
| 6 | 湄索县 (夜速县)         | แม่สอด    | Mae Sot       |
| 7 | 朴帕县                  | พบพระ    | Phop Phra     |
| 8 | 翁庞县                  | อุ้มผาง    | Umphang       |
| 9 | 旺藻县                  | วังเจ้า    | Wang Chao     |

## 外部連結
- 泰王國王家旅游局達府專頁
- 達府政府網址 （泰文）
- 達府的地圖、府徽以及郵政編碼

16°52′44″N 99°07′49″E / 16.87889°N 99.13028°E